# Nazionale maschile di pallavolo dell'Ucraina
La nazionale maschile di pallavolo dell'Ucraina è una squadra europea composta dai migliori giocatori di pallavolo dell'Ucraina ed è posta sotto l'egida della Federazione pallavolistica dell'Ucraina.

## Rosa
Segue la rosa dei giocatori convocati per la Volleyball Challenger Cup 2024.
| N° | Nome                | Ruolo | Data di nascita   | Squadra            |
| -- | ------------------- | ----- | ----------------- | ------------------ |
| 6  | Maksym Drozd        | C     | 5 agosto 1991     | Epicentr-Podoljany |
| 9  | Viktor Shapoval     | O     | 8 aprile 1992     | Žytyči             |
| 12 | Serhii Yevstratov   | P     | 24 agosto 1993    | Prometej           |
| 15 | Yaroslav Pampushko  | L     | 11 novembre 2001  | Barkom-Kažany      |
| 16 | Dmytro Dolgopolov   | P     | 14 settembre 1993 | Pafiakos           |
| 18 | Tymur Tsmokalo      | S     | 23 dicembre 2003  | Ostrava            |
| 20 | Oleksandr Nalozhnyi | S     | 24 giugno 1996    | Epicentr-Podoljany |
| 21 | Evhenii Kisiljuk    | S     | 27 gennaio 1995   | Epicentr-Podoljany |
| 22 | Mykola Dzhul        | L     | 4 marzo 2005      | Bukovynka          |
| 30 | Andriy Chelenyak    | S     | 2 gennaio 2005    | Bukovynka          |
| 42 | Danylo Uryvkin      | O     | 27 maggio 2001    | Epicentr-Podoljany |
| 88 | Oleksandr Koval     | C     | 10 febbraio 1999  | Epicentr-Podoljany |
| 97 | Mykyta Luban        | S     | 14 settembre 1997 | -                  |
| 99 | Mykola Kuts         | C     | 17 maggio 2006    | Jastrzębski Węgiel |

## Risultati

### Competizioni FIVB
| 1949 | non esistente   | -            |
| 1952 | non esistente   | -            |
| 1956 | non esistente   | -            |
| 1960 | non esistente   | -            |
| 1962 | non esistente   | -            |
| 1966 | non esistente   | -            |
| 1970 | non esistente   | -            |
| 1974 | non esistente   | -            |
| 1978 | non esistente   | -            |
| 1982 | non esistente   | -            |
| 1986 | non esistente   | -            |
| 1990 | non esistente   | -            |
| 1994 | non qualificata | -            |
| 1998 | 10º posto       | Convocazioni |
| 2002 | non qualificata | -            |
| 2006 | non qualificata | -            |
| 2010 | non qualificata | -            |
| 2014 | non qualificata | -            |
| 2018 | non qualificata | -            |
| 2022 | 7º posto        | Convocazioni |

| 2018 | non qualificata | -            |
| 2019 | non qualificata | -            |
| 2021 | non qualificata | -            |
| 2022 | non qualificata | -            |
| 2023 | non qualificata | -            |
| 2024 | non qualificata | -            |
| 2025 | 10º posto       | Convocazioni |

### Competizioni CEV
| 1948 | non esistente   | -            |
| 1950 | non esistente   | -            |
| 1951 | non esistente   | -            |
| 1955 | non esistente   | -            |
| 1958 | non esistente   | -            |
| 1963 | non esistente   | -            |
| 1967 | non esistente   | -            |
| 1971 | non esistente   | -            |
| 1975 | non esistente   | -            |
| 1977 | non esistente   | -            |
| 1979 | non esistente   | -            |
| 1981 | non esistente   | -            |
| 1983 | non esistente   | -            |
| 1985 | non esistente   | -            |
| 1987 | non esistente   | -            |
| 1989 | non esistente   | -            |
| 1991 | non esistente   | -            |
| 1993 | 6º posto        | Convocazioni |
| 1995 | 10º posto       | Convocazioni |
| 1997 | 7º posto        | Convocazioni |
| 1999 | non qualificata | -            |
| 2001 | non qualificata | -            |
| 2003 | non qualificata | -            |
| 2005 | 12º posto       | Convocazioni |
| 2007 | non qualificata | -            |
| 2009 | non qualificata | -            |
| 2011 | non qualificata | -            |
| 2013 | non qualificata | -            |
| 2015 | non qualificata | -            |
| 2017 | non qualificata | -            |
| 2019 | 7º posto        | Convocazioni |
| 2021 | 13º posto       | Convocazioni |
| 2023 | 8º posto        | Convocazioni |

| 2004 | non qualificata | -            |
| 2005 | non qualificata | -            |
| 2006 | non qualificata | -            |
| 2007 | non qualificata | -            |
| 2008 | non qualificata | -            |
| 2009 | non qualificata | -            |
| 2010 | non qualificata | -            |
| 2011 | non qualificata | -            |
| 2012 | non qualificata | -            |
| 2013 | non qualificata | -            |
| 2014 | non qualificata | -            |
| 2015 | non qualificata | -            |
| 2016 | non qualificata | -            |
| 2017 | 1º posto        | Convocazioni |
| 2018 | 8º posto        | Convocazioni |
| 2019 | 5º posto        | Convocazioni |
| 2021 | 2º posto        | Convocazioni |
| 2022 | 4º posto        | Convocazioni |
| 2023 | 2º posto        | Convocazioni |
| 2024 | 1º posto        | Convocazioni |

## Competizioni estinte
| 2018 | non qualificata | -            |
| 2019 | non qualificata | -            |
| 2022 | non qualificata | -            |
| 2023 | 3º posto        | Convocazioni |
| 2024 | 4º posto        | Convocazioni |